# Bulbokapnina
Bulbokapnina – organiczny związek chemiczny, alkaloid izochinolinowy typu aporfiny, występujący m.in. w bulwach kokoryczy i serduszki. Może powodować śmiertelne zatrucia u owiec i bydła. Jest inhibitorem acetylocholinoesterazy oraz butyrylocholinoesterazy. Hamuje też syntezę dopaminy na drodze inhibicji hydroksylazy tyrozynowej. Wykazano także, że bulbokapnina jest antagonistą receptorów dopaminergicznych D1, D2 i D3. 

## Otrzymywanie
Bulbokapnina została wyizolowana pod koniec XIX wieku z bulw kokoryczy pustej przez Martina Freunda i Waltera Josephy′ego, którzy wprowadzili jej nazwę i jako pierwsi badali jej właściwości. Synteza chemiczna została opisana w roku 1959 przez Ikuo Kikkawę, który w 5 etapach uzyskał ją z 4-metylenodioksyfenetylaminy i 2-nitro-3-benzyloksy-4-metoksy-ω-diazoacetofenonu:
Otrzymany produkt racemiczny o t.topn. ok. 213 °C rozdzielony został na poszczególne enancjomery (t.topn. ok. 202 °C) poprzez krystalizację z kwasem d- lub l-winowym.

## Zastosowania
Bulbokapnina była dawniej stosowana w lecznictwie, ze względu na krótkotrwały efekt łagodzenia drżenia w chorobach neurologicznych, w tym w chorobie Parkinsona. Podejmowano też próby zastosowania jej w anestezjologii.

## Własności biologiczne
Bulbokapnina jest modelowym kataleptogenem, w badaniach na ssakach podawanie tego alkaloidu wywoływało objawy odpowiadające zespołowi katatonicznemu u ludzi: giętkość woskową, stupor, negatywizm i katalepsję. W bardzo dużych dawkach powoduje napady drgawkowe, sztywność odmóżdżeniową i śmierć. Szczególnie wrażliwe na kataleptogenne działanie alkaloidu są koty (najmniejsza skuteczna dawka wynosi 5 mg/kg masy ciała s.c.).
DeJong wykazał, że bulbokapnina podawana niższym kręgowcom nie posiadającym kory nowej (rybom, płazom, gadom) w dużych dawkach wywoływała objawy hiperkinetyczne, natomiast nigdy nie powodowała katalepsji. U zwierząt chirurgicznie pozbawionych kory wywoływała porażenie bez katalepsji. Katalepsja wywołana bulbokapniną może być zniesiona podaniem leków przeciwparkinsonowskich (amantadyny, triheksyfenidylu), leków o działaniu przeciwhistaminowym (difenhydraminy, prometazyny) oraz leków o działaniu serotoninergicznym (imipramina). Podanie L-DOPY i 5-HTP nasilało objawy katalepsji.

## Odniesienia w literaturze
Bohater powieści Nagi lunch Williama S. Burroughsa, doktor Benway, używa bulbokapniny by uzyskać posłuszeństwo torturowanych przez siebie ofiar.